# Bánfalvi János
Bánfalvi János (Budapest, 1929. március 8. –) ügyvéd, író.

## Családja
Szülei Bánfalvi János és Hodászy Klára. Nős, felesége Darabánt Jolán, három gyermekük született, az első 1960-ban Ilonka tanár, 1964-ben János ügyvéd és 1969-ben István közgazdász.

## Szakmai munkássága, politikai tevékenysége
1941-48 között a Sümegi Gimnázium tanulója volt. 1948 és 1953 között a Pázmány Péter Tudományegyetem (jelenleg: ELTE ) Jogtudományi Karára járt. 1957-ben tett jogi szakvizsgát. 1953-55 a Tatabányai Szénbányászati Tröszt Jogi Osztályán jogi előadó, 1955-57 ügyvédjelölt,  majd a Zalaegerszegi Ügyvédi Munkaközösség tagja, 1976-91 között termelőszövetkezeti jogtanácsosa volt. 1991–1996 között egyéni ügyvéd, 1996- Dr. Bánfalvi és Fia Ügyvédi Iroda partnere. Az 1994-es országgyűlési választásokon az FKGP zalaegerszegi képviselőjelöltjeként indult.
Íróként is tevékenykedik, könyvei mellett számos kisebb publikációja jelent meg. A Vitézi Rend Arany Érdemkeresztjének kitüntetettje. Több társadalmi szervezetben vállal szerepet a Duna-menti Népek Baráti Társasága Egyesület volt elnöke és a Zalaegerszegi Repülőklub volt elnöke.

## Művei
- Féltestvérek (regény), Zalaegerszeg, 2000. Elektronikus formában ISBN 963-03-6657-6
- Bányászbecsület (regény), Zalaegerszeg, 2000. Elektronikus formában ISBN 963-03-6657-6